# Modelul Cauzal Rubin
Modelul Cauzal Rubin (în engleză Rubin Causal Model, acronim RCM), cunoscut și sub denumirea de modelul cauzal Neyman–Rubin, este o abordare a analizei statistice a cauzalității, bazată pe cadrul rezultatelor potențiale, numit după Donald Rubin. Denumirea „modelul cauzal Rubin” a fost folosită pentru prima dată de Paul W. Holland. Cadrul rezultatelor potențiale a fost propus inițial de Jerzy Neyman în teza sa de masterat din 1923, deși el a discutat acest cadru doar în contextul experimentelor complet randomizate. Rubin l-a extins într-un cadru general pentru a gândi cauzalitatea atât în studii observaționale, cât și în cele experimentale.

## Introducere
Modelul cauzal Rubin se bazează pe ideea rezultatelor potențiale. De exemplu, o persoană ar avea un anumit venit la vârsta de 40 de ani dacă ar fi urmat facultatea, în timp ce ar avea un alt venit la aceeași vârstă dacă nu ar fi urmat facultatea. Pentru a măsura efectul cauzal al mersului la facultate pentru acea persoană, trebuie să comparăm rezultatul pentru același individ în ambele viitoruri alternative. Deoarece este imposibil să observăm simultan ambele rezultate potențiale, unul dintre ele va lipsi întotdeauna. Prin urmare, există o indeterminare intrinsecă ce leagă corelația de cauzalitate. Imposibilitatea de a asocia, cu certitudine, o ipoteză unei cauzalități definește „problema fundamentală a inferinței cauzale”.
Este important de menționat că această incertitudine poate fi dedusă și prin conceptul de probabilitate universală (orice rezultat poate fi generat aleatoriu). Într-un sistem universal, dacă intrările unei mașini Turing universale sunt alese aleatoriu, orice ieșire computabilă posibilă are o probabilitate nenulă de a fi produsă. Astfel, din această perspectivă, imposibilitatea experimentală de a asocia cu certitudine o ipoteză unei cauzalități este o consecință directă a probabilității universale.
Din cauza problemei fundamentale a inferenței cauzale, efectele cauzale la nivel de unitate nu pot fi observate direct. Totuși, experimentele randomizate permit estimarea efectelor cauzale la nivel de populație. Un experiment randomizat presupune alocarea aleatorie a persoanelor în grupuri de tratament: facultate sau fără facultate. Datorită acestei alocări aleatorii, grupurile sunt (în medie) echivalente, iar diferența de venit la vârsta de 40 de ani poate fi atribuită participării la facultate, întrucât aceasta a fost singura diferență între grupuri. O estimare a efectului cauzal mediu (numit și efectul mediu al tratamentului sau ATE – Average Treatment Effect) poate fi obținută prin calcularea diferenței dintre mediile grupului tratat (cei care au urmat facultatea) și grupului de control (cei care nu au urmat facultatea).
În multe situații, însă, experimentele randomizate nu sunt posibile din motive etice sau practice. În astfel de cazuri, mecanismul de alocare nu este aleator. Acesta este și cazul în exemplul legat de frecventarea facultății: oamenii nu sunt repartizați aleatoriu să urmeze sau nu facultatea. Mai degrabă, ei pot alege să meargă la facultate în funcție de situația lor financiară, nivelul de educație al părinților și alți factori. Au fost dezvoltate numeroase metode statistice pentru inferența cauzală, cum ar fi potrivirea scorurilor de propensiune (propensity score matching). Aceste metode încearcă să corecteze efectele mecanismului de alocare prin identificarea unităților de control care sunt similare cu cele din grupul de tratament.

## Un exemplu detaliat
Rubin definește un efect cauzal astfel:
 Intuitiv, efectul cauzal al unui tratament, E, în comparație cu altul, C, pentru o anumită unitate și un interval de timp de la {\displaystyle t_{1}} la {\displaystyle t_{2}}, este diferența dintre ceea ce s-ar fi întâmplat la momentul {\displaystyle t_{2}} dacă unitatea ar fi fost expusă la tratamentul E început la {\displaystyle t_{1}} și ceea ce s-ar fi întâmplat la {\displaystyle t_{2}} dacă unitatea ar fi fost expusă la tratamentul C început la {\displaystyle t_{1}}: „Dacă acum o oră aș fi luat două aspirine în loc de doar un pahar cu apă, durerea de cap ar fi trecut până acum”, sau „pentru că acum o oră am luat două aspirine în loc de un pahar cu apă, durerea de cap a trecut.” Definiția noastră a efectului cauzal al tratamentului E față de C reflectă acest sens intuitiv." 
Conform modelului Rubin, efectul cauzal al faptului că ai luat sau nu aspirină în urmă cu o oră este diferența dintre cum te-ai fi simțit în cazul 1 (dacă ai fi luat aspirina) și cazul 2 (dacă nu ai fi luat-o). Dacă durerea de cap ar fi rămas fără aspirină, dar ar fi dispărut dacă ai fi luat aspirina, atunci efectul cauzal al luării aspirinei este dispariția durerii de cap. În cele mai multe situații, suntem interesați de compararea a două viitoruri: unul numit în mod obișnuit „tratament” și celălalt „control”. Aceste etichete sunt oarecum arbitrare.

### Rezultate potențiale
Să presupunem că Joe participă la un test al FDA pentru un nou medicament împotriva hipertensiunii. Un observator atotcunoscător ar ști care sunt rezultatele pentru Joe atât în condițiile tratamentului (medicamentul nou), cât și în cele ale controlului (fie fără tratament, fie tratamentul standard actual). Efectul cauzal, sau efectul tratamentului, este diferența dintre aceste două rezultate potențiale.
| subject | {\displaystyle Y_{t}(u)} | {\displaystyle Y_{c}(u)} | {\displaystyle Y_{t}(u)-Y_{c}(u)} |
| ------- | ------------------------ | ------------------------ | --------------------------------- |
| Joe     | 130                      | 135                      | −5                                |

{\displaystyle Y_{t}(u)} reprezintă tensiunea arterială a lui Joe dacă ia noul medicament. În general, această notație exprimă rezultatul potențial obținut ca urmare a unui tratament, t, asupra unei unități, u. În mod similar, {\displaystyle Y_{c}(u)} este rezultatul potențial al unui alt tratament, c sau control, asupra aceleiași unități. În acest caz, {\displaystyle Y_{c}(u)} este tensiunea arterială a lui Joe dacă nu ia medicamentul. Diferența {\displaystyle Y_{t}(u)-Y_{c}(u)} reprezintă efectul cauzal al administrării noului medicament.
Din acest tabel, cunoaștem doar efectul cauzal pentru Joe. Toți ceilalți participanți la studiu ar putea avea o creștere a tensiunii arteriale dacă iau pastila. Totuși, indiferent de efectele cauzale asupra celorlalți subiecți, efectul cauzal pentru Joe este reducerea tensiunii arteriale, comparativ cu ceea ce ar fi fost dacă nu ar fi luat pastila.
Să luăm în considerare un eșantion mai mare de pacienți:
| subject | {\displaystyle Y_{t}(u)} | {\displaystyle Y_{c}(u)} | {\displaystyle Y_{t}(u)-Y_{c}(u)} |
| ------- | ------------------------ | ------------------------ | --------------------------------- |
| Joe     | 130                      | 135                      | −5                                |
| Mary    | 140                      | 150                      | −10                               |
| Sally   | 135                      | 125                      | 10                                |
| Bob     | 135                      | 150                      | −15                               |

Efectul cauzal este diferit pentru fiecare subiect, dar medicamentul „funcționează” pentru Joe, Mary și Bob deoarece efectul cauzal este negativ. Tensiunea lor arterială este mai scăzută cu medicamentul decât ar fi fost fără el. În schimb, pentru Sally, medicamentul determină o creștere a tensiunii arteriale.
Pentru ca un rezultat potențial să aibă sens, trebuie să fie posibil, cel puțin în principiu. De exemplu, dacă nu există nicio posibilitate ca Joe, în orice circumstanță, să obțină noul medicament, atunci {\displaystyle Y_{t}(u)} este imposibil pentru el. Nu se poate întâmpla niciodată. Iar dacă {\displaystyle Y_{t}(u)} nu poate fi observat nici măcar teoretic, atunci efectul cauzal al tratamentului asupra tensiunii arteriale a lui Joe nu este definit.

### Nu există cauzalitate fără manipulare
Efectul cauzal al noului medicament este bine definit deoarece este exprimat ca diferența dintre două rezultate potențiale, ambele fiind posibile. În acest caz, putem (sau altceva poate) manipula lumea, cel puțin conceptual, astfel încât fie un lucru, fie altul să se întâmple.
Această definiție a efectelor cauzale devine mult mai problematică atunci când nu există nicio modalitate prin care unul dintre rezultatele potențiale să se producă, vreodată. De exemplu, care este efectul cauzal al înălțimii lui Joe asupra greutății lui? Naiv, acest lucru pare similar cu celelalte exemple. Avem nevoie doar să comparăm două rezultate potențiale: care ar fi greutatea lui Joe în cazul tratamentului (definit ca fiind cu 7 cm mai înalt) și care ar fi greutatea lui Joe în cazul controlului (înălțimea lui actuală).
O simplă reflecție scoate la iveală problema: nu putem să-i creștem înălțimea lui Joe. Nu există nicio modalitate de a observa, nici măcar conceptual, cum ar fi greutatea lui dacă ar fi mai înalt, deoarece nu putem face această manipulare. Nu putem manipula înălțimea lui Joe, deci nu are sens să investigăm efectul cauzal al înălțimii asupra greutății. De aici și sloganul: „Fără cauzalitate fără manipulare.”

### Presupunerea valorii stabile a tratamentului pentru unități (SUTVA)
Este necesar ca „observația [rezultatului potențial] pentru o unitate să nu fie influențată de alocarea tratamentelor către celelalte unități” (Cox, 1958, §2.4). Aceasta se numește presupunerea valorii stabile a tratamentului pentru unități (Stable Unit Treatment Value Assumption – SUTVA), care merge dincolo de simplul concept de independență.
În contextul exemplului nostru, tensiunea arterială a lui Joe nu ar trebui să depindă de faptul că Mary primește sau nu tratamentul. Dar ce se întâmplă dacă depinde? Să presupunem că Joe și Mary locuiesc în aceeași casă, iar Mary gătește mereu. Medicamentul provoacă la Mary o poftă crescută de mâncare sărată, așa că, dacă ia medicamentul, va găti cu mai multă sare decât în mod normal. O dietă bogată în sare crește tensiunea arterială a lui Joe. Prin urmare, rezultatul lui depinde atât de tratamentul pe care îl primește el, cât și de tratamentul pe care îl primește Mary.
O încălcare a SUTVA face inferența cauzală mai dificilă. Putem ține cont de observațiile dependente luând în considerare mai multe tratamente. Creăm patru tratamente, în funcție de faptul că Mary primește sau nu tratamentul:
| subject | Joe = c, Mary = t | Joe = t, Mary = t | Joe = c, Mary = c | Joe = t, Mary = c |
| ------- | ----------------- | ----------------- | ----------------- | ----------------- |
| Joe     | 140               | 130               | 125               | 120               |

Reamintim că un efect cauzal este definit ca diferența dintre două rezultate potențiale. În acest caz, există mai multe efecte cauzale deoarece există mai mult de două rezultate potențiale. Unul este efectul cauzal al medicamentului asupra lui Joe când Mary primește tratamentul: {\displaystyle 130-140}. Altul este efectul cauzal asupra lui Joe când Mary nu primește tratamentul: {\displaystyle 120-125}. Un al treilea este efectul tratamentului lui Mary asupra lui Joe, atunci când Joe nu este tratat: {\displaystyle 140-125}.
Tratamentul pe care îl primește Mary are un efect cauzal mai mare asupra lui Joe decât tratamentul pe care Joe însuși îl primește — și în direcția opusă.
Prin luarea în considerare a mai multor rezultate potențiale în acest mod, putem face ca presupunerea SUTVA să fie validă. Totuși, dacă și alte unități în afară de Joe sunt dependente de Mary, trebuie să luăm în calcul și mai multe rezultate potențiale. Cu cât sunt mai multe unități dependente, cu atât trebuie luate în considerare mai multe rezultate potențiale, iar calculele devin mai complexe (gândește-te la un experiment cu 20 de persoane, fiecare dintre ele fiind influențată de tratamentul celorlalte). Pentru a estima cu ușurință efectul cauzal al unui singur tratament față de un control, presupunerea SUTVA ar trebui să fie respectată.

### Efectul cauzal mediu
Să luăm în considerare următorul exemplu:
| subject | {\displaystyle Y_{t}(u)} | {\displaystyle Y_{c}(u)} | {\displaystyle Y_{t}(u)-Y_{c}(u)} |
| ------- | ------------------------ | ------------------------ | --------------------------------- |
| Joe     | 130                      | 135                      | −5                                |
| Mary    | 130                      | 145                      | −15                               |
| Sally   | 130                      | 145                      | −15                               |
| Bob     | 140                      | 150                      | −10                               |
| James   | 145                      | 140                      | +5                                |
| MEAN    | 135                      | 143                      | −8                                |

Putem calcula efectul cauzal mediu (cunoscut și sub denumirea de efectul mediu al tratamentului sau ATE – Average Treatment Effect) prin obținerea mediei tuturor efectelor cauzale.
Modul în care măsurăm răspunsul influențează concluziile pe care le tragem. Să presupunem că măsurăm schimbările în tensiunea arterială ca procent, nu ca valoare absolută. Atunci, în funcție de valorile exacte, efectul cauzal mediu ar putea indica o creștere a tensiunii arteriale.
De exemplu, să presupunem că tensiunea lui George ar fi 154 în condiții de control și 140 sub tratament. Mărimea absolută a efectului cauzal este −14, dar diferența procentuală (raportată la valoarea sub tratament, 140) este −10%. Dacă tensiunea lui Sarah este 200 sub tratament și 184 sub control, atunci efectul cauzal este 16 în termeni absoluți, dar doar 8% în termeni procentuali. O schimbare absolută mai mică a tensiunii arteriale (−14 față de 16) produce o schimbare procentuală mai mare (−10% față de 8%) pentru George.
Deși efectul cauzal mediu pentru George și Sarah este +2 în termeni absoluți, este −2 în termeni procentuali.

### Problema fundamentală a inferenței cauzale
Rezultatele prezentate până acum nu pot fi observate în practică. Prin definiție, nu putem observa efectul al mai multor tratamente asupra aceleiași unități în același moment. Joe nu poate lua pastila și, în același timp, să nu o ia. Prin urmare, datele reale ar arăta cam așa:
| subject | {\displaystyle Y_{t}(u)} | {\displaystyle Y_{c}(u)} | {\displaystyle Y_{t}(u)-Y_{c}(u)} |
| ------- | ------------------------ | ------------------------ | --------------------------------- |
| Joe     | 130                      | ?                        | ?                                 |

Semnele de întrebare reprezintă rezultate care nu pot fi observate. Problema fundamentală a inferenței cauzale constă în faptul că efectele cauzale nu pot fi observate direct. Totuși, acest lucru nu înseamnă că inferența cauzală este imposibilă. Anumite tehnici și presupuneri permit depășirea acestei probleme fundamentale.
Să presupunem că avem următoarele date:
| subject | {\displaystyle Y_{t}(u)} | {\displaystyle Y_{c}(u)} | {\displaystyle Y_{t}(u)-Y_{c}(u)} |
| ------- | ------------------------ | ------------------------ | --------------------------------- |
| Joe     | 130                      | ?                        | ?                                 |
| Mary    | ?                        | 125                      | ?                                 |
| Sally   | 100                      | ?                        | ?                                 |
| Bob     | ?                        | 130                      | ?                                 |
| James   | ?                        | 120                      | ?                                 |
| MEAN    | 115                      | 125                      | −10                               |

Putem deduce rezultatul potențial lipsă pentru Joe (în condiții de control), dacă facem presupunerea unui efect constant:
{\displaystyle Y_{t}(u)=T+Y_{c}(u)}
și
{\displaystyle Y_{t}(u)-T=Y_{c}(u)}
unde {\displaystyle T} este efectul mediu al tratamentului — în acest caz, −10.
Dacă dorim să deducem valorile neobservate, putem presupune că efectul este constant. Tabelul următor ilustrează un set de date care respectă această presupunere:
| subject | {\displaystyle Y_{t}(u)} | {\displaystyle Y_{c}(u)} | {\displaystyle Y_{t}(u)-Y_{c}(u)} |
| ------- | ------------------------ | ------------------------ | --------------------------------- |
| Joe     | 130                      | 140                      | −10                               |
| Mary    | 115                      | 125                      | −10                               |
| Sally   | 100                      | 110                      | −10                               |
| Bob     | 120                      | 130                      | −10                               |
| James   | 110                      | 120                      | −10                               |
| MEAN    | 115                      | 125                      | −10                               |

Toți subiecții au același efect cauzal, chiar dacă rezultatele lor sub tratament sunt diferite.

### Mecanismul de alocare
Mecanismul de alocare — adică modul în care unitățile sunt repartizate pentru a primi tratamentul — influențează modul în care este calculat efectul cauzal mediu. Un astfel de mecanism este randomizarea. Pentru fiecare subiect, putem arunca o monedă pentru a decide dacă va primi tratamentul. Dacă dorim ca cinci subiecți să primească tratamentul, putem selecta primele cinci nume extrase dintr-o urnă. Când atribuim tratamentele în mod aleatoriu, este posibil să obținem rezultate diferite de fiecare dată.
Să presupunem că următoarele date reflectă adevărul:
| subject | {\displaystyle Y_{t}(u)} | {\displaystyle Y_{c}(u)} | {\displaystyle Y_{t}(u)-Y_{c}(u)} |
| ------- | ------------------------ | ------------------------ | --------------------------------- |
| Joe     | 130                      | 115                      | 15                                |
| Mary    | 120                      | 125                      | −5                                |
| Sally   | 100                      | 125                      | −25                               |
| Bob     | 110                      | 130                      | −20                               |
| James   | 115                      | 120                      | −5                                |
| MEAN    | 115                      | 123                      | −8                                |

Adevăratul efect cauzal mediu este −8. Dar efectul cauzal pentru fiecare individ nu este niciodată egal cu această medie. Efectul cauzal variază, așa cum se întâmplă, de regulă (sau poate chiar întotdeauna) în realitate.
După ce tratamentele sunt alocate aleatoriu, am putea obține următoarea estimare a efectului cauzal mediu:
| subject | {\displaystyle Y_{t}(u)} | {\displaystyle Y_{c}(u)} | {\displaystyle Y_{t}(u)-Y_{c}(u)} |
| ------- | ------------------------ | ------------------------ | --------------------------------- |
| Joe     | 130                      | ?                        | ?                                 |
| Mary    | 120                      | ?                        | ?                                 |
| Sally   | ?                        | 125                      | ?                                 |
| Bob     | ?                        | 130                      | ?                                 |
| James   | 115                      | ?                        | ?                                 |
| MEAN    | 121.66                   | 127.5                    | −5.83                             |

O altă repartizare aleatorie ar putea duce la o estimare diferită a efectului cauzal mediu:
| subject | {\displaystyle Y_{t}(u)} | {\displaystyle Y_{c}(u)} | {\displaystyle Y_{t}(u)-Y_{c}(u)} |
| ------- | ------------------------ | ------------------------ | --------------------------------- |
| Joe     | 130                      | ?                        | ?                                 |
| Mary    | 120                      | ?                        | ?                                 |
| Sally   | 100                      | ?                        | ?                                 |
| Bob     | ?                        | 130                      | ?                                 |
| James   | ?                        | 120                      | ?                                 |
| MEAN    | 116.67                   | 125                      | −8.33                             |

Efectul cauzal mediu estimat variază deoarece eșantionul este mic, iar răspunsurile au o varianță ridicată. Dacă eșantionul ar fi mai mare și varianța mai mică, estimarea efectului cauzal mediu ar fi mai aproape de valoarea reală, indiferent de modul în care subiecții sunt alocați tratamentului.
Să presupunem acum un alt mecanism de alocare: tratamentul este atribuit tuturor bărbaților și doar lor.
| subject | {\displaystyle Y_{t}(u)} | {\displaystyle Y_{c}(u)} | {\displaystyle Y_{t}(u)-Y_{c}(u)} |
| ------- | ------------------------ | ------------------------ | --------------------------------- |
| Joe     | 130                      | ?                        | ?                                 |
| Bob     | 110                      | ?                        | ?                                 |
| James   | 105                      | ?                        | ?                                 |
| Mary    | ?                        | 130                      | ?                                 |
| Sally   | ?                        | 125                      | ?                                 |
| Laila   | ?                        | 135                      | ?                                 |
| MEAN    | 115                      | 130                      | −15                               |

Sub acest mecanism de alocare, este imposibil ca femeile să primească tratamentul și, prin urmare, nu putem determina efectul cauzal mediu asupra subiecților de sex feminin. Pentru a face inferență cauzală cu privire la un anumit subiect, probabilitatea ca acel subiect să primească tratamentul trebuie să fie mai mare decât 0 și mai mică decât 1.

### Medicul perfect
Să luăm în considerare utilizarea unui „medic perfect” ca mecanism de alocare a tratamentului. Medicul perfect știe cum va răspunde fiecare subiect la tratament sau control și atribuie fiecărui subiect acel tratament care îi oferă cel mai mare beneficiu.
Medicul perfect are următoarele informații despre un eșantion de pacienți:
| subject | {\displaystyle Y_{t}(u)} | {\displaystyle Y_{c}(u)} | {\displaystyle Y_{t}(u)-Y_{c}(u)} |
| ------- | ------------------------ | ------------------------ | --------------------------------- |
| Joe     | 130                      | 115                      | 15                                |
| Bob     | 120                      | 125                      | −5                                |
| James   | 100                      | 150                      | −50                               |
| Mary    | 115                      | 125                      | −10                               |
| Sally   | 120                      | 130                      | −10                               |
| Laila   | 135                      | 105                      | 30                                |
| MEAN    | 120                      | 125                      | −5                                |

Pe baza acestor date, medicul perfect ar face următoarele alocări de tratament:
| subject | {\displaystyle Y_{t}(u)} | {\displaystyle Y_{c}(u)} | {\displaystyle Y_{t}(u)-Y_{c}(u)} |
| ------- | ------------------------ | ------------------------ | --------------------------------- |
| Joe     | ?                        | 115                      | ?                                 |
| Bob     | 120                      | ?                        | ?                                 |
| James   | 100                      | ?                        | ?                                 |
| Mary    | 115                      | ?                        | ?                                 |
| Sally   | 120                      | ?                        | ?                                 |
| Laila   | ?                        | 105                      | ?                                 |
| MEAN    | 113.75                   | 110                      | 3.75                              |

Medicul perfect distorsionează ambele medii prin filtrarea răspunsurilor negative atât la tratament, cât și la control. Diferența dintre medii — adică efectul cauzal mediu estimat — este distorsionată într-o direcție care depinde de detalii. De exemplu, o pacientă ca Laila, care ar fi fost afectată negativ de tratament, este atribuită de medicul perfect grupului de control, iar efectul negativ al tratamentului este astfel ascuns.

## Concluzie
Efectul cauzal al unui tratament asupra unei unități, la un moment dat, este diferența dintre variabila de rezultat cu tratamentul și fără tratament. Problema fundamentală a inferenței cauzale constă în faptul că este imposibil să observăm efectul cauzal asupra unei unități individuale. Poți fie să iei aspirina acum, fie să nu o iei — nu ambele în același timp.
Ca urmare, trebuie formulate presupuneri pentru a estima contrafactualele lipsă.
Modelul cauzal Rubin a fost, de asemenea, pus în legătură cu metode precum variabilele instrumentale (Angrist, Imbens și Rubin, 1996), controalele negative și alte tehnici pentru inferența cauzală. Pentru mai multe detalii despre relațiile dintre modelul Rubin, modelele de ecuații structurale și alte metode statistice de inferență cauzală, vezi lucrările lui Morgan și Winship (2007), Pearl (2000), Peters et al. (2017), și Ibeling & Icard (2023).
Pearl (2000) susține că toate rezultatele potențiale pot fi derivate din modelele de ecuații structurale (SEM), unificând astfel econometria cu analiza cauzală modernă.